# Sweet Heart Sweet Light
Sweet Heart Sweet Light är bandet Spiritualizeds sjunde studioalbum och släpptes den 16 april 2012 på skivbolaget Double Six Records.

## Låtlista
Alla låtar är skrivna av Jason Pierce om inte annat anges.
1. "Huh? (Intro)" – 1:01
2. "Hey Jane" – 8:51
3. "Little Girl" – 3:39
4. "Get What You Deserve" – 6:46
5. "Too Late" – 3:45
6. "Headin' for the Top Now" – 8:22
7. "Freedom" – 4:31
8. "I Am What I Am" (Pierce, Dr. John) – 4:37
9. "Mary	Spaceman" – 6:11
10. "Life Is a Problem" – 4:02
11. "So Long You Pretty Thing" (Pierce, Poppy Spaceman) – 7:51